# Warisaliganj
Warisaliganj é um cidade no distrito de Nawada, no estado indiano de Bihar.

## Demografia
Segundo o censo de 2001, Warisaliganj tinha uma população de 31.330 habitantes. Os indivíduos do sexo masculino constituem 52% da população e os do sexo feminino 48%. Warisaliganj tem uma taxa de literacia de 53%, inferior à média nacional de 59,5%: a literacia no sexo masculino é de 61% e no sexo feminino é de 43%. Em Warisaliganj, 17% da população está abaixo dos 6 anos de idade.